# Rolf Gerling
Rolf Gerling (* 15. Dezember 1954  in Köln) ist ein deutscher Versicherungsunternehmer. Er war bis zur Veräußerung des Unternehmens an die Talanx AG (Markenname HDI Haftpflichtverband der Deutschen Industrie) 2005 Mehrheitseigner  des Gerling-Konzerns, dessen Aufsichtsrat er von 1992 bis 2002 vorstand. Später ließ er sich in Terre di Pedemonte im Schweizer Tessin nieder.

## Leben
Rolf Gerling, Sohn des Versicherungsunternehmers Hans Gerling und dessen Frau Irene, wuchs in der elterlichen Villa Marienburg in Köln auf. Nach Besuch von Montessori-Volksschule und des Städtischen Schiller-Gymnasiums absolvierte er ein Praktikum bei der Vereins- und Westbank in Hamburg. Von 1974 bis 1979 studierte er Betriebswirtschaft an der Universität Zürich und promovierte im Jahre 1986.  Am C. G. Jung-Institut Zürich in Zürich schloss er 1982 ein Zweitstudium in analytischer Psychologie ab. 1989 trat er in den Vorstand des Gerling-Versicherungskonzerns ein, der auf seinen Großvater Robert Gerling zurückging und von seinem Vater zu einem der größten deutschen Industrieversicherer ausgebaut worden war.
Als Alleinerbe seines im August 1991 gestorbenen Vaters wechselte Rolf Gerling im darauf folgenden Jahr in den Aufsichtsrat des Unternehmens, wo er bis 2002 den Vorsitz übernahm. Zur Abgeltung der Erbschaftsteuer verkaufte er 30 Prozent des Konzerns an die Deutsche Bank. Es gelang ihm jedoch nicht, dem Konzern eine zukunftsfähige Struktur zu geben. So sollte die Übernahme des US-Konkurrenten Constitution Re Gerling zu einem Faktor im internationalen Rückversicherungsgeschäft machen und einen Börsengang ermöglichen, erwies sich aber als grober Fehlgriff. Der Gerling-Konzern machte 2001 rund 563 Millionen Euro Verlust und 2002 rund 700 Millionen. Der Konzern zeigte danach erste Auflösungserscheinungen. So wurde beispielsweise 2003 der profitable Kreditversicherungsarm Gerling NCM verkauft, um die Bilanz zu retten. Die Deutsche Bank schenkte ihren Anteil am Konzern zurück, um sich aus ihrer Sicht eines Problems zu entledigen, womit Rolf Gerling nun 94 Prozent an einem sinkenden Schiff hielt. Statt Börsengang ging es nun darum, jemanden zu finden, der den Konzern übernehmen wollte. Im November 2005 verkaufte Rolf Gerling das Familienunternehmen schließlich für etwa eine Milliarde Dollar an die Talanx-Versicherungsgruppe, die den Gerling-Konzern mit dem HDI zusammenführte.
Gerling wohnt mit seiner deutsch-kanadischen Ehefrau Katharina, mit der er eine Tochter hat, in der Schweiz. Er engagiert sich dort auf dem Gebiet des Umweltschutzes, wo er beispielsweise als Präsident seiner Gerling-Stiftung im Stiftungsrat des Forschungsinstituts für biologischen Landbau sitzt, und verwaltet seinen Immobilienbesitz, den er durch Firmen wie DufourIm AG in Zürich und Holdings in Köln hält.

## Vermögen
Das Vermögen von Rolf Gerling wird in der Forbes-Liste 2013 mit ca. 1,75 Milliarden US-Dollar angegeben.  Damit belegt er Platz 868 in der Forbes-Liste weltweit und Platz 52 in Deutschland.